# China Open 2008 - Qualificazioni singolare femminile
Le qualificazioni del singolare femminile del China Open 2008 sono state un torneo di tennis preliminare per accedere alla fase finale della manifestazione. I vincitori dell'ultimo turno sono entrati di diritto nel tabellone principale. In caso di ritiro di uno o più giocatori aventi diritto a questi sono subentrati i lucky loser, ossia i giocatori che hanno perso nell'ultimo turno ma che avevano una classifica più alta rispetto agli altri partecipanti che avevano comunque perso nel turno finale.
Le qualificazioni del torneo China Open 2008 prevedevano 16 partecipanti di cui 4 sono entrati nel tabellone principale.

## Teste di serie
1. Aleksandra Wozniak (primo turno)
2. Iveta Benešová (primo turno)
3. Ol'ga Govorcova (primo turno)
4. Assente

1. Assente
2. Audra Cohen (primo turno)
3. Anastasija Pavljučenkova (primo turno)
4. Aravane Rezaï (primo turno)

## Qualificati
1. Ol'ga Govorcova
2. Shuai Zhang

1. Yi-Fan Xu
2. Melinda Czink

## Tabellone

### Legenda
| - Q = Qualificato - WC = Wild card - LL = Lucky loser | - ALT = Alternate - SE = Special Exempt - PR = Protected Ranking | - w/o = Walkover - r = Ritirato - d = Squalificato |

### Sezione 1
|  | Primo turno   | Primo turno        | Primo turno        | Primo turno | Primo turno |  |  | Ultimo turno | Ultimo turno    | Ultimo turno    | Ultimo turno | Ultimo turno |  |
|  |               |                    |                    |             |             |  |  |              |                 |                 |              |              |  |
|  | 1             | Aleksandra Wozniak | Aleksandra Wozniak | 6           | 6           |  |  |              |                 |                 |              |              |  |
|  |               | Jing-Jing Lu       | Jing-Jing Lu       | 2           | 2           |  |  |              | Chun-Yan He     | Chun-Yan He     | 2            | 0            |  |
|  | Han Xinyun    | Han Xinyun         | Han Xinyun         | 6           | 7           |  |  | 3            | Ol'ga Govorcova | Ol'ga Govorcova | 6            | 6            |  |
|  | I-Hsuan Hwang | I-Hsuan Hwang      | I-Hsuan Hwang      | 2           | 64          |  |  |              |                 |                 |              |              |  |

### Sezione 2
|  | Primo turno  | Primo turno     | Primo turno     | Primo turno | Primo turno |  |  | Ultimo turno     | Ultimo turno     | Ultimo turno     | Ultimo turno | Ultimo turno |  |
|  |              |                 |                 |             |             |  |  |                  |                  |                  |              |              |  |
|  | Ol'ga Savčuk | Ol'ga Savčuk    | Ol'ga Savčuk    | 6           | 6           |  |  |                  |                  |                  |              |              |  |
|  | Chun-Mei Ji  | Chun-Mei Ji     | Chun-Mei Ji     | 4           | 1           |  |  | Malou Ejdesgaard | Malou Ejdesgaard | Malou Ejdesgaard | 1            | 2            |  |
|  |              | Audra Cohen     | Audra Cohen     | 6           | 6           |  |  | Shuai Zhang      | Shuai Zhang      | Shuai Zhang      | 6            | 6            |  |
|  | 6            | Anne Keothavong | Anne Keothavong | 3           | 4           |  |  |                  |                  |                  |              |              |  |

### Sezione 3
|  | Primo turno | Primo turno    | Primo turno    | Primo turno | Primo turno |  |  | Ultimo turno | Ultimo turno | Ultimo turno | Ultimo turno | Ultimo turno |  |
|  |             |                |                |             |             |  |  |              |              |              |              |              |  |
|  | 2           | Iveta Benešová | Iveta Benešová | 6           | 6           |  |  |              |              |              |              |              |  |
|  |             | Jia-Jing Lu    | Jia-Jing Lu    | 0           | 4           |  |  | Qiang Wang   | Qiang Wang   | Qiang Wang   | 1            | 2            |  |
|  | Chen Liang  | Chen Liang     | 6              | 4           | 6           |  |  | Yi-Fan Xu    | Yi-Fan Xu    | Yi-Fan Xu    | 6            | 6            |  |
|  | Xie Yan-ze  | Xie Yan-ze     | 4              | 6           | 2           |  |  |              |              |              |              |              |  |

### Sezione 4
|  | Primo turno       | Primo turno              | Primo turno              | Primo turno | Primo turno |  |  | Ultimo turno | Ultimo turno  | Ultimo turno  | Ultimo turno | Ultimo turno |  |
|  |                   |                          |                          |             |             |  |  |              |               |               |              |              |  |
|  | Jaroslava Švedova | Jaroslava Švedova        | Jaroslava Švedova        | 6           | 6           |  |  |              |               |               |              |              |  |
|  | Yi-Jing Zhao      | Yi-Jing Zhao             | Yi-Jing Zhao             | 1           | 1           |  |  | 8            | Aravane Rezaï | Aravane Rezaï | 2            | 0r           |  |
|  | 7                 | Anastasija Pavljučenkova | Anastasija Pavljučenkova | 6           | 6           |  |  |              | Melinda Czink | Melinda Czink | 6            | 1            |  |
|  |                   | Kacjaryna Dzehalevič     | Kacjaryna Dzehalevič     | 3           | 1           |  |  |              |               |               |              |              |  |